# Planai
Planai är ett berg i Österrike.   Det ligger i distriktet Liezen och förbundslandet Steiermark, i den centrala delen av landet, 220 km väster om huvudstaden Wien. Toppen på Planai är 1 906 meter över havet, eller 77 meter över den omgivande terrängen. Bredden vid basen är 0,89 km.
Terrängen runt Planai är bergig åt sydväst, men åt nordost är den kuperad. Runt Planai är det ganska glesbefolkat, med 25 invånare per kvadratkilometer.. Närmaste större samhälle är Schladming, 3,6 km nordväst om Planai. 
I omgivningarna runt Planai växer i huvudsak blandskog.